# 지역재단
지역재단은 2003년 10월 13일 설립허가된 대한민국 농림축산식품부 소관의 재단법인이다.
사무실은 경기도 과천시 과천대로7길 65, 상상자이타워 B동 918호에 있다

## 설립목적
1998년 지역문제를 연구하는 실천하는 학자들과 현장 활동가들이 '지역을 생각하는 모임'을 만든 것이 모태가 되었음. '지역을 생각하는 모임'은 전국의 지역발전 우수 현장들을 견학하며 지역리더들과 폭넓은 토론의 기회를 가졌음. 동시에 주요 선진국의 지역발전정책을 연구하고 현지를 직접 답사함.
이후 2004년 보다 더 많은 사람들과 지역을 활성화시키고자 하는 마음으로 '지역재단'을 창립함. 지역재단은 '지역이 주체적인 힘으로 미래를 개척해 나갈 수 있도록 올바른 발전전략을 제시하고, 이를 주도할 지역리더의 역량강화를 지원하는 것'에 목표를 두고 있음.

## 주요임원
- 이사장: 허헌중(전국먹거리연대 공동대표)

```
전 이사장: 박 경 (목원대학교 금융경제학과 명예교수)
```

```
전 이사장: 박진도 (충남대학 경제학과 명예교수, 전 통령직속 농어업·농어촌 특별위원회 위원장)
```

## 사업
- 지속가능한 지역사회를 만들기 위해 사회적 경제와 사회적기업 지원사업을 펼치고 있음. 이를 통해 지역이 자생력을 높이고 희망을 찾을 수 있도록 돕고 있음

- 대표활동: 고용노동부 사회적기업 전문(특화-농어촌분야) 사업, 여성가족부 농촌여성일자리사업, 충남발전연구원 충남형 사회적기업-마을기업 교육 및 컨설팅, 관련 포럼 및 심포지엄 개최 등
- '지역은 사람이 바꾸고, 사람은 교육이 바꾼다'라는 철학 하에 주체성을 가진 지역리더를 양성하고 있음

- 대표활동: 지역리더아카데미, 지역리더 발굴프로그램, 리더십 함양프로그램 등
- 현장지향적이고 실천가능한 컨설팅을 통해 주민주도의 내발적 지역발전을 지원함

- 대표활동: 옥천군 산수화권역 농촌마을종합개발사업, 서천군 도농교류 시범마을 조성, 논산시 탑정호권역 농촌마을종합개발사업, 완주군 녹색농촌체험마을, 장수군 순환농업시범단지조성사업, 홍성군 한우클러스터사업단, 함안군 농촌관광대학 및 농촌관광네트워크, 영양군 삼지마을 주민역량강화 등
- 현장성, 전문성, 실천성이 어우러지는 정책연구 활동 지향

- 대표활동: 한국산 밀 산업화를 위한 발전방안 연구, 농어촌형 사회적기업 육성방안 연구, 서울시 친환경 무상급식 실현 로드맵 연구, 도농상생을 위한 귀촌-귀농 정책의 방향과 과제 등
- 지역리더들 간의 네트워크 구축과 상호협력을 위해 다양한 프로그램을 진행, 운영

- 대표활동: 전국지역리더대회, 지역리더포럼, 창립기념심포지엄 등
- 기타 법인 목적을 달성하기 위한 부대사업 등

- 정보제공, 출판물 발간, 뉴스레터 발송 등

## 회원 자격
- 재단의 취지에 동감하는 개인 및 단체